# (27985) Remanzacco
(27985) Remanzacco est un astéroïde de la ceinture principale.

## Description
(27985) Remanzacco est un astéroïde de la ceinture principale. Il fut découvert le 2 novembre 1997 à Remanzacco par l'observatoire Remanzacco. Il présente une orbite caractérisée par un demi-grand axe de 2,88 UA, une excentricité de 0,03 et une inclinaison de 3,1° par rapport à l'écliptique.

## Compléments